# Gertrud von Andechs

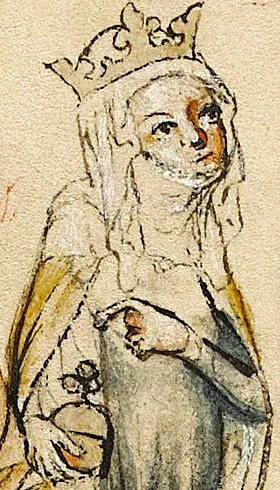
Gertrud von Andechs

Gertrud von Andechs, auch Gertrude von Andechs-Meranien (* um 1185 in Andechs; † 28. September 1213 im Wald Pilis) war Gräfin von Andechs-Meranien und als Ehefrau von Andreas II. Königin von Ungarn. Sie war Mutter der heiligen Elisabeth.

## Leben

### Familie
Gertrud von Andechs-Meranien wurde ungefähr um 1185 als Tochter des Herzogs Berthold IV. von Andechs-Meranien und dessen zweiten Gemahlin Agnes von Rochlitz in Andechs geboren.
Berthold IV. von Andechs-Meranien war Graf von Andechs und Herzog von Meranien. Andechs war ein Schloss und eine Gegend nahe dem Ammersee in Bayern. Meranien liegt an der Adriaküste bei Fiume (Rijeka). Berthold war als direkter Vasall des Kaisers von den großen Herzogtümern in Deutschland unabhängig. Sein Sohn, ebenfalls Berthold, wurde zum Erzbischof von Kalocsa in Ungarn und 1218 zum Patriarch von Aquileia ernannt.
Agnes von Rochlitz war die Tochter des Wettiners, Markgraf Dedo V. „der Feiste“ von der Ostmark und dessen Gemahlin Mathilde von Heinsberg, Tochter von Graf Goswin II. von Heinsberg. Dedo V. von Rochlitz und seine Gemahlin Mathilde hinterließen sechs Kinder: Konrad, der seinem Vater in der Markgrafenwürde folgte, Dietrich, der spätere Graf von Groitzsch, Philipp, der vor 1190 Propst des Stiftes St. Viktor in Xanten war, Heinrich, Goswin und Agnes.
Agnes wurde die Ehefrau des Herzogs von Meranien und brachte vier Söhne, nämlich Otto VII. Herzog von Meranien, Heinrich, Markgraf von Istrien, Ekbert, Bischof von Bamberg, und Berthold V., Patriarch von Aquileja, sowie vier Töchter zur Welt: Mechthild, Äbtissin im Kloster Kitzingen, Agnes, (dritte) Gemahlin des französischen Königs Philipp II. Augustus, Hedwig, Gemahlin des Herzogs Heinrich I. von Schlesien, und Gertrud, Gemahlin König Andreas II. von Ungarn.

### Königin von Ungarn

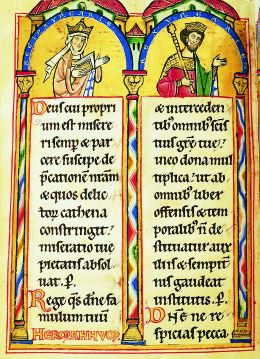
Andreas II. von Ungarn und seine Ehefrau Gertrud von Andechs-Meranien (Miniatur im Landgrafenpsalter, um 1211–1213)

Die Töchter Hedwig, Gertrud und Agnes wurden von ihrem Vater mit Mitgliedern der bedeutendsten Adelsfamilien verheiratet. Gertrud heiratete um 1203 Andreas, den jüngeren Bruder König Emmerichs von Ungarn. Mit dieser Eheschließung stellte Andreas sich politisch auf die Seite des deutschen Königs Philipp, während sein Bruder, König Emmerich von Ungarn, Otto IV. unterstützte. Andreas lehnte sich im Jahre 1203 gegen seinen Bruder auf. Er wurde gefangen genommen, Gertrud zu ihrem Vater zurückgeschickt. Als König Emmerich im Jahr 1204 starb, ließ er vorher seinen Bruder frei und bestimmte ihn zum Vormund für seinen kleinen Sohn. Gertrud kehrte nach Ungarn zurück. Andreas gab sich jedoch nicht mit einer Regentschaft zufrieden. Emmerichs Witwe floh mit ihrem Sohn nach Österreich. Als er im folgenden Jahr starb, war der Thron für Andreas frei. Die Krönung ihres Mannes zum König von Ungarn zu Pfingsten 1205 verschaffte Gertrud schließlich die Möglichkeit, über Jahre hinweg entscheidend Einfluss auf die Gestaltung der ungarischen Politik zu nehmen. Sie führte aufgrund der häufigen Abwesenheit ihres Gatten die Regierungsgeschäfte. Sie war von starkem Ehrgeiz und Familiensinn geprägt. Von Dietrich von Apolda wurde sie mit folgenden Worten beschrieben: „sie habe, von männlichem Geist erfüllt, selbst die Staatsgeschäfte geführt“. Die Rolle der Königin wird in den ungarischen Chroniken meist negativ beurteilt. Besonders die Bevorzugung der in ihrer Umgebung lebenden Deutschen, an erster Stelle ihres Bruders Berthold V., wurde ihr vorgeworfen.

### Ermordung im Wald Pilis

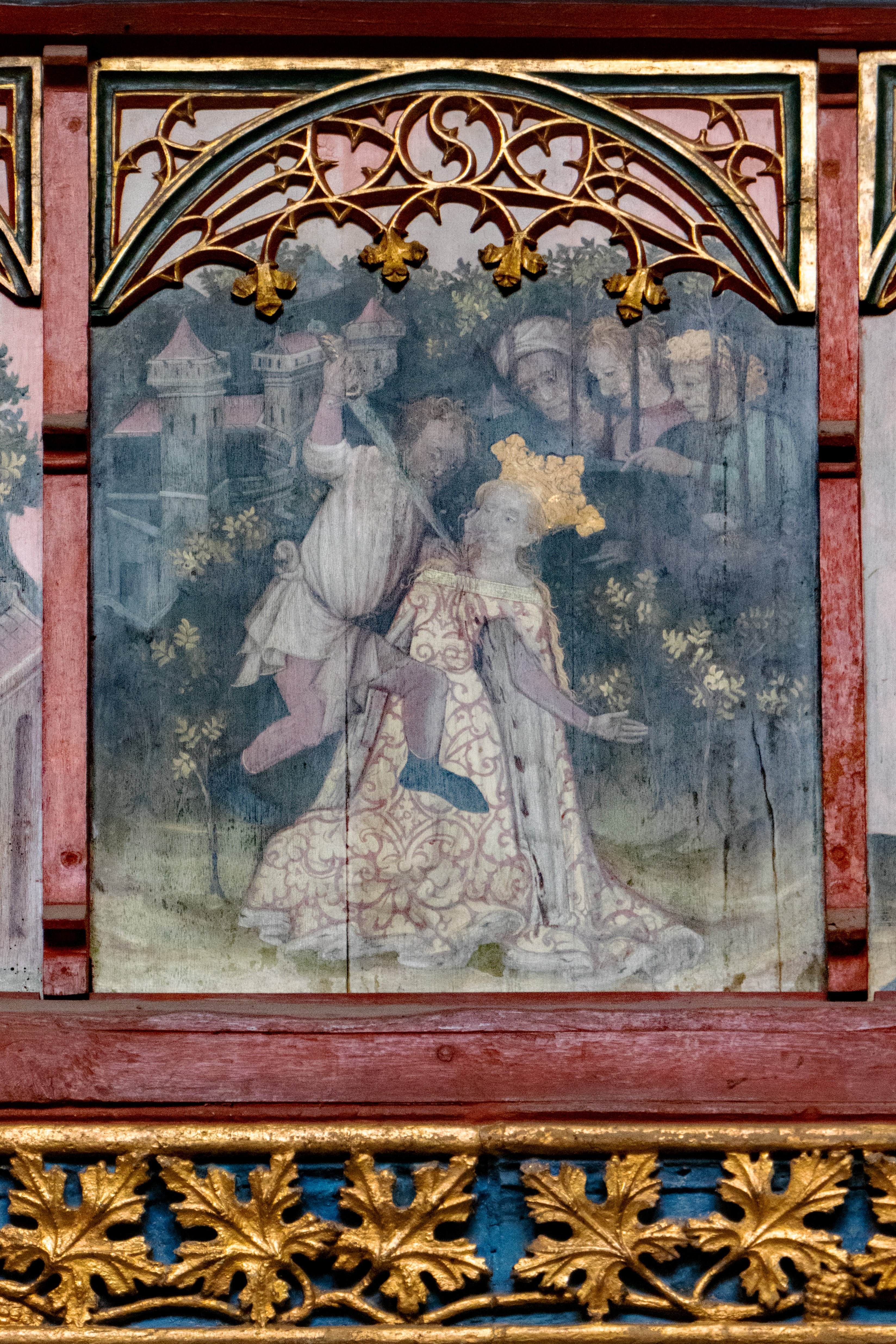
Gertruds Ermordung, Gemälde des Elisabeth-Zyklus am Lettner des Heiligen-Geist-Hospitals in Lübeck (um 1450)

Im Jahre 1213, König Andreas befand sich auf einem Kriegszug nach Halitsch in Galizien, wurde Gertrud von ungarischen Adeligen während einer Hofjagd im Wald Pilis ermordet. Grund dafür war die Empörung des ungarischen Adels gegen die üppigen Zuteilungen königlicher Ländereien an fremdländische Adlige aus dem Günstlingskreis Gertruds. So hatte Andreas 1206 Gertruds Bruder Berthold im Widerspruch zum Kirchenrecht als Erzbischof von Kalocsa eingesetzt. 1212 wurde Berthold sogar zum Woiwoden von Siebenbürgen und zum Stellvertreter des Königs ernannt. Im Folgejahr nutzte der Adel die Abwesenheit des Königs, um das Gefolge der Königin zu überfallen, das gerade zu Ehren Herzogs Leopold VI. von Österreich eine Jagd veranstaltete. Die meisten fremden Adligen wurden erschlagen. Die Königin wurde von Ban Simon von Bihar und Ban Peter von Peterwardein regelrecht zerstückelt. Berthold und Leopold konnten sich mit Verletzungen retten. Als der König vom Feldzug zurückkehrte, übergab man ihm seine minderjährigen Kinder, welche die Mörder verschont hatten. Andreas II. bestrafte die Mörder, Bánk bán verschonte er jedoch.
Anderen Berichten zufolge wurde Gertrud in ihrer Burg überfallen. Sie wurde in der Zisterzienserabtei Pilisszentkereszt begraben. Fragmente ihres Grabmals im Stil der französischen Hochgotik wurden in den Jahren zwischen 1967 und 1980 ausgegraben.

## Nachkommen
- Maria (* 1204; † 1237), verheiratet seit 1221 mit Iwan Assen II., Zar von Bulgarien (um 1190–1241)[1]
- Béla IV. (* 1206; † 1270), König von Ungarn[1]
- Elisabeth (* 1207; † 1231) verheiratet mit Ludwig IV., Landgraf von Thüringen[1]
- Koloman (* 1208; † 1241), Fürst von Halitsch[1]
- Andreas (* unbekannt; † 1234), Fürst von Halitsch-Przemysl, verheiratet seit 1221 mit Maria (Helena) von Nowgorod, Tochter des Fürsten Mstislaw[1]

## Rezeption
Die Ermordung Gertrud von Andechs bildete im 19. Jahrhundert, dem Zeitalter der „nationalen Erweckungen“, einen beliebten literarischen Stoff. Bereits Franz Grillparzer beschäftigte dieses Thema und regte ihn 1826 zur Abfassung des Theaterstückes Ein treuer Diener seines Herrn an. Der ungarische Schriftsteller József Katona befasste sich bereits zwischen 1815 und 1819 mit dem Stoff, welchen er als Drama unter den Namen Bánk bán veröffentlichte. Im Wesentlichen wird hier der Kampf der Magyaren gegen Überfremdung und das Streben nach Unabhängigkeit und Freiheit glorifiziert. 1861 komponierte Ferenc Erkel nach einem Libretto von Béni Egressy dann seine Oper Bánk bán, die zur ‚Ungarischen Nationaloper‘ wurde.
Bis in die Gegenwart hinein genießt Gertrud in Ungarn kein gutes Ansehen. So wird sie auch im Drama von Katona und der Oper von Erkel negativ dargestellt. Der Titelheld ist der historisch belegte Banus (ung. Bán) Bánk, der als treuer Diener seines Herrn das Land von der ‚bösen‘ Frau befreit hat. Gertrud wird bei Erkel obendrein als Kupplerin für einen ihrer Brüder dargestellt, der sich der Gemahlin von Bánk Bán unsittlich nähert; bei Katona erweist sich dies als unzutreffender Verdacht.

## Belege und Anmerkungen
1. 1 2 3 4 5 6 7 8 9 10  Quellensammlung der Gertrud von Andechs-Meranien. bei Genealogie Mittelalter.
2. ↑  Vgl. Alois Schütz: Das Geschlecht der Andechs-Meranier im europäischen Hochmittelalter. In: Herzöge und Heilige. Das Geschlecht der Andechs-Meranier im europäischen Hochmittelalter, Regensburg 1993, S. 22–187.
3. ↑  Banus (ung. bán) Bánk (* ?, † nach 1228) stammt aus dem Geschlecht Bár-Kalán und bekleidete am Hofe Andreas II. verschiedene hohe politische Ämter (u. a. Banus von Slavonien, Obergespan von Preßburg etc.). 1228 wurde er von Bela IV. wegen der Teilnahme an der Ermordung seiner Mutter enteignet und sämtlicher Ämter enthoben. (Wiener Bilderchronik 1358)

| Vorgängerin          | Amt                          | Nachfolgerin          |
| -------------------- | ---------------------------- | --------------------- |
| Konstanze von Aragón | Königin von Ungarn 1205–1213 | Jolante von Courtenay |

| Personendaten    | Personendaten                                      |
| ---------------- | -------------------------------------------------- |
| NAME             | Gertrud von Andechs                                |
| ALTERNATIVNAMEN  | Gertrude von Andechs-Meranien                      |
| KURZBESCHREIBUNG | Gräfin von Andechs-Meranien und Königin von Ungarn |
| GEBURTSDATUM     | um 1185                                            |
| GEBURTSORT       | Andechs                                            |
| STERBEDATUM      | 28. September 1213                                 |
| STERBEORT        | Wald Pilis (Gebirge)                               |